# Еленберг (Виртемберг)
Еленберг (њем. Ellenberg) општина је у њемачкој савезној држави Баден-Виртемберг. Једно је од 42 општинска средишта округа Осталб. Према процјени из 2010. у општини је живјело 1.716 становника. Посједује регионалну шифру (AGS) 8136018.

## Географски и демографски подаци
Еленберг се налази у савезној држави Баден-Виртемберг у округу Осталб. Општина се налази на надморској висини од 574 метра. Површина општине износи 30,2 km². У самом мјесту је, према процјени из 2010. године, живјело 1.716 становника. Просјечна густина становништва износи 57 становника/km².